# La Chapelle-Cécelin
La Chapelle-Cécelin ist eine französische Gemeinde mit 244 Einwohnern (Stand: 1. Januar 2022) im Département Manche in der Region Normandie. Sie gehört zum Arrondissement Avranches und zum Kanton Villedieu-les-Poêles-Rouffigny. 

## Geographie
Nachbargemeinden sind Sainte-Cécile im Nordwesten, Saint-Maur-des-Bois im Norden und im Osten, Boisyvon im Südosten Saint-Martin-le-Bouillant im Süden und Chérencé-le-Héron im Südwesten.
Das Gemeindegebiet wird vom Flüsschen Bieu durchquert, das hier manchmal auch noch als Anguille bezeichnet wird.

## Bevölkerungsentwicklung
| Jahr      | 1962 | 1968 | 1975 | 1982 | 1990 | 1999 | 2008 | 2018 |
| --------- | ---- | ---- | ---- | ---- | ---- | ---- | ---- | ---- |
| Einwohner | 308  | 239  | 191  | 187  | 194  | 215  | 202  | 246  |

## Sehenswürdigkeiten
- Kirche Saint-Cyr-et-Sainte-Julitte

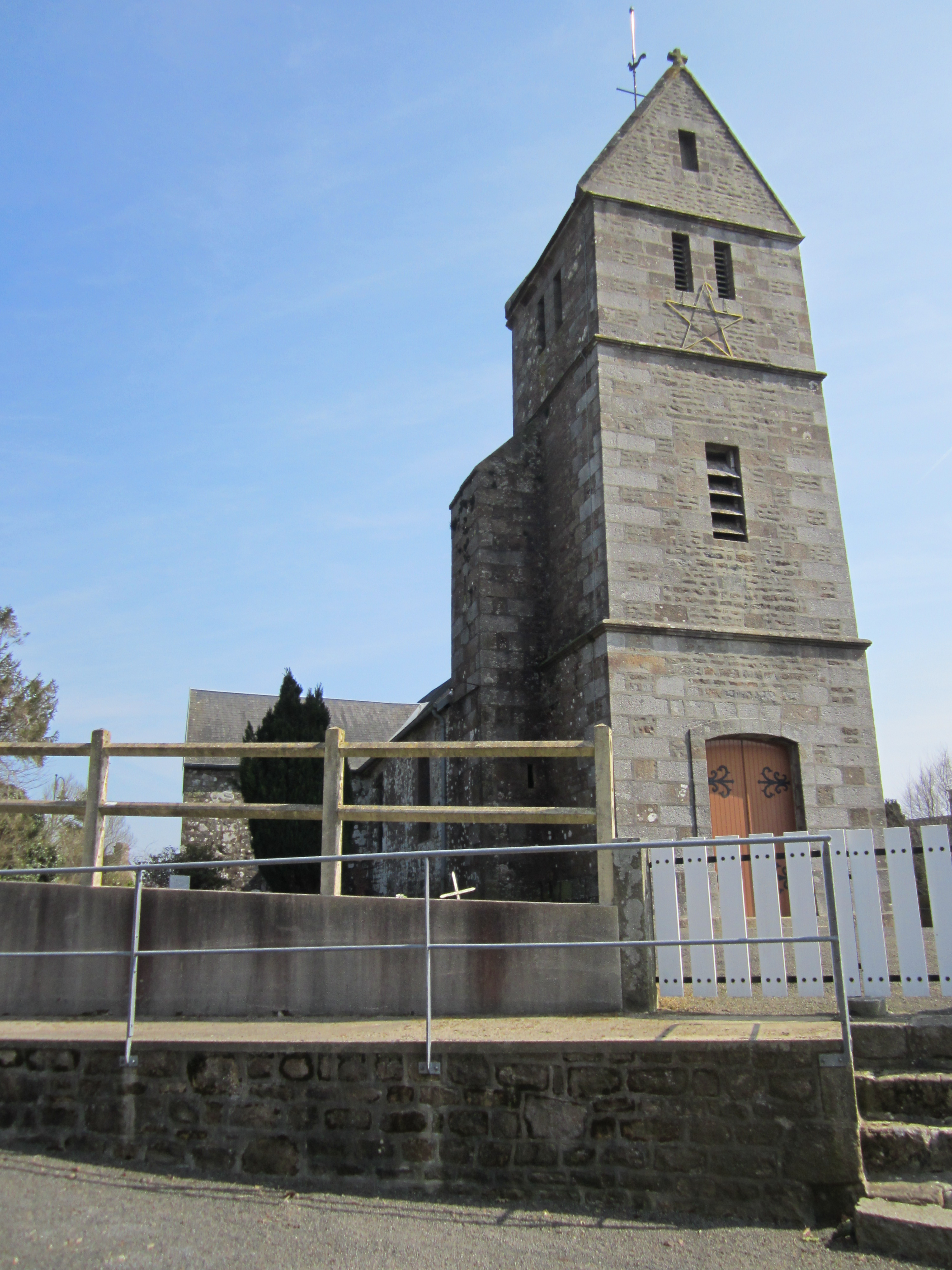
Kirche Saint-Cyr-et-Sainte-Julitte